# Schmeckt perfekt
Schmeckt perfekt (bis 2018 Frisch gekocht; auch bekannt als Frisch gekocht mit Andi und Alex, früherer Titel: Frisch gekocht ist halb gewonnen) ist eine vom ORF produzierte Kochshow. Die Sendung wird von Montag bis Freitag jeweils um 14 Uhr auf ORF 2 ausgestrahlt, Wiederholungen am nächsten Tag um 9:30 Uhr.

## Geschichte

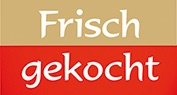
Das Logo von Frisch gekocht

Während die Sendung noch Frisch gekocht ist halb gewonnen hieß, präsentierten verschiedene Köche und Kandidaten ihre Rezepte. Am Ende der Saison wurde vom Publikum der beste Kandidat zum Sieger gewählt. Am Freitag kochte immer ein prominenter Gast. Die Moderation wechselte beinahe jede Saison. Anfangs moderierte Elisabeth Engstler. Peter Tichatschek folgte ihr nach und moderierte mehr als 1500 Ausgaben (2003–2007). Von 2007 bis 2013 moderierten die Köche Andreas Wojta und Alexander Fankhauser (bekannt als Andi und Alex) hauptsächlich alleine. Es gab Spezialsendungen wie den Frisch-gekocht-Kochchampion.
In den Jahren 2013 und 2014 wurde das Konzept überarbeitet, und die Sendung bekam ein neues Erscheinungsbild sowie eine neue Küche. Pro Tag bereiteten zwei Köche ein Gericht zu, freitags gab es die Kochshow mit Andi und Alex vor Publikum.
Seit dem 3. April 2018 heißt die Sendung Schmeckt perfekt. Das Erscheinungsbild der Sendung wurde wieder umgestaltet. Drei neue Köche kamen zum bereits bestehenden Team dazu: Heinz Reitbauer, Milena Broger und Hannes Müller. Das Duo Andi und Alex sowie Konstantin Filippou sind nicht mehr Teil der Sendung.
Filippou war daraufhin von April bis Mai 2018 als Juror in der Comedy-Kochshow Meine Mama kocht besser als deine auf ORF eins zu sehen.
Andi und Alex haben nun seit dem 28. Oktober 2018 eine neue eigene Sendung ("Andi & Alex am Sonntag"), die sonntags zur gleichen Uhrzeit wie Schmeckt perfekt auf ORF 2 gesendet wird.